# Lysol
Lysol – czwarty album studyjny zespołu Melvins wydany w 1992 roku przez firmę Boner Records. 

## Lista utworów
1. "Hung Bunny" 10:42
2. "Roman Dog Bird" 7:38
3. "Sacrifice" Flipper 6:07
4. "Second Coming" Cooper 1:14
5. "Ballad of Dwight Fry" Bruce, Cooper 3:11
6. "With Teeth" 2:25

## Twórcy
- Buzz Osborne – wokal, gitara
- Dale Crover – perkusja
- Joe Preston – gitara basowa